# Umkehrprisma

Dove-Prisma („Wendeprisma“) zur Achsenspiegelung (wegen der Brechungen an Ein- und Austrittsfläche kein typisches Reflexionsprisma)

Porro-Prisma (zwei Halbwürfelprismen) für vollständige Bildumkehr, paralleler Strahlenversatz

Schmidt-Pechan-Prisma für vollständige Bildumkehr, kein Strahlenversatz, vollkommen geradsichtig

Amici-Prisma, ein zusätzlich umlenkendes Umkehrprisma, mit Dachkant-Flächenpaar

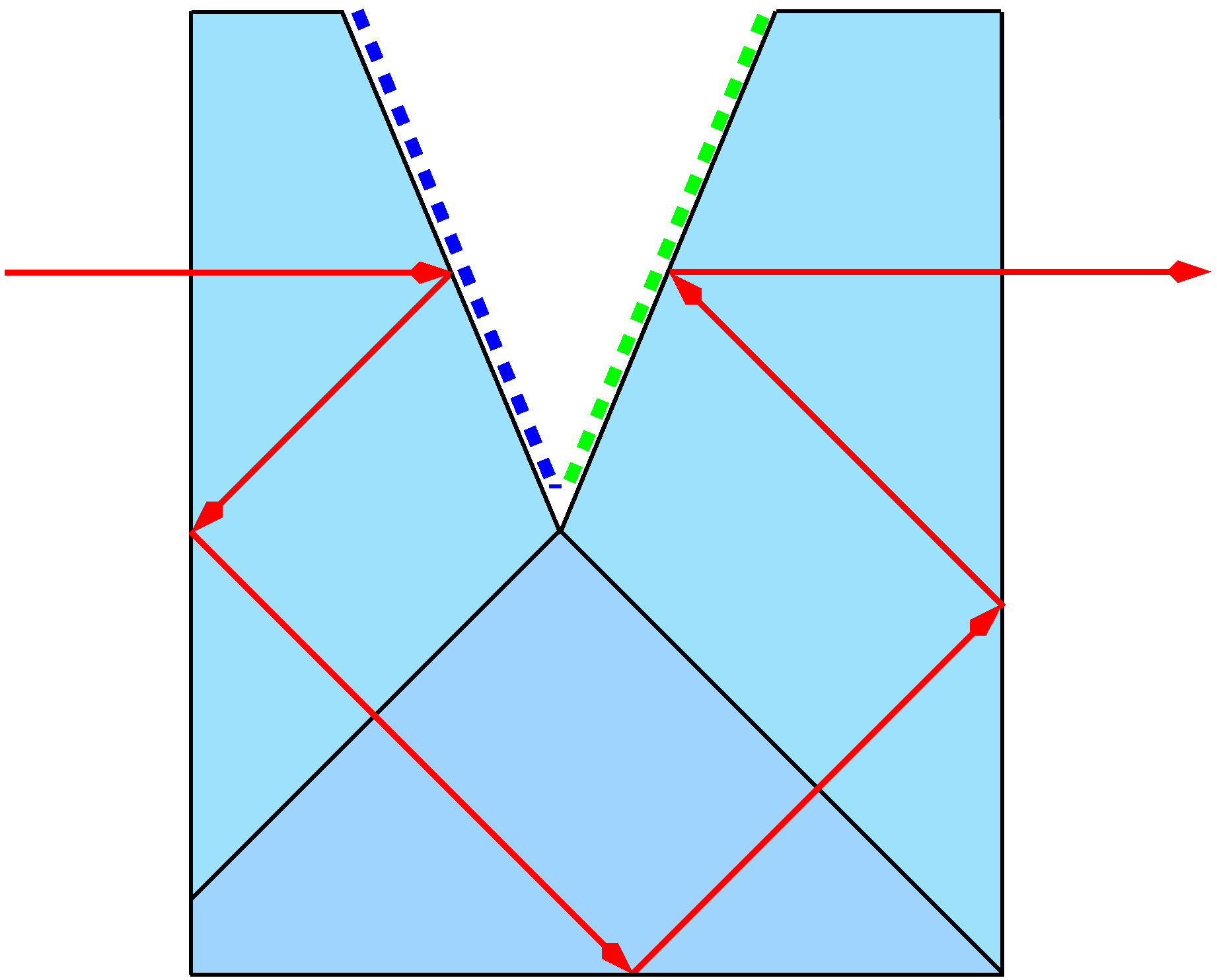
Strahlengang im Uppendahl-Prisma (Aufsicht); die verspiegelte Fläche ist blau schraffiert, die Dachkante grün.

Ein Umkehrprisma ist ein Reflexionsprisma, das zur Änderung der Lage oder zur Achsenspiegelung eines übertragenen Bildes oder zu beidem verwendet wird. Es ist verschieden von einem Umlenkprisma.

## Funktion und Anwendung
Der Begriff des Umkehrprisma ist in der Literatur nicht allgemeingültig oder fest definiert. Die Verwendung des Begriffs ist daher unsicher. Grundsätzlich lassen sich einem Umkehrprisma zwei unterschiedliche Funktionen zuordnen:
1. „Bildumkehr“ durch eine Achsenspiegelung,
2. „Bildumkehr“ in Form einer Bilddrehung um 180° um die Bildsenkrechte.

Prismen, die lediglich eine Achsenspiegelung bewirken, tauschen zwei gegenüberliegende Seiten eines Bildes gegeneinander aus. Die Bildumkehr erfolgt in nur einer Richtung, das heißt nach Höhe oder Seite. Prismen mit einer solchen Funktion werden gelegentlich auch als „Wendeprisma“ bezeichnet. Beispiele sind das Dove-Prisma (auch als dovesches Umkehrprisma bezeichnet) und seine Verallgemeinerungen mit anderen Prismenwinkeln.
Die zweite Form von Umkehrprismen bewirkt eine Bilddrehung um 180°, dies wird auch als „vollständig“ bildumkehrend bzw. „vollständige Bildumkehr“ bezeichnet. Eine Forderung an das Prisma für diese Funktion ist, dass dabei mindestens zwei Reflexionen in unterschiedlichen Hauptschnitten des Prismas stattfinden müssen, In einem Porro-Prisma wird dies durch Zufügen eines zweiten, gegen das erste nach der Seite gedrehten Halbwürfelprismas erreicht. Um den dabei auftretenden parallelen Versatz zwischen einfallendem und ausfallendem Licht zu vermeiden, können Prismen um ein Dachkant-Flächenpaar erweitert werden, beispielsweise das Schmidt-Pechan-Prisma als eine Abwandlung des Pechan-Prismas.
Eingesetzt werden Prismen mit vollständiger Bildumkehr vor allem zum Aufrechtstellen eines vorher kopfstehenden Bildes, beispielsweise das Aufrichten eines auf dem Kopf stehenden Bildes in Fernrohren. Die optische Achse im entsprechenden optischen Abbildungssystem wird dabei nicht oder wenig (45° oder 90° mit einem Amici-Prisma in einem Winkelsucher) geknickt.
Außer in Ferngläsern und -rohren werden Umkehrprismen auch in Mikroskopen oder Spiegelreflexkameras eingesetzt.
Darüber hinaus werden Umlenkprismen, die eine reine Strahlumlenkung um 180° bewirken, gelegentlich als Umkehrprismen bezeichnet. Sie können beispielsweise als spezieller Retroreflektor eingesetzt werden.

## Übersicht
| Bezeichnung                                     | Zahl # der Reflexionen | Dachkant- flächenpaar | lateraler Versatz † | Winkel- versatz | Kommentare/Besonderheiten     |
| ----------------------------------------------- | ---------------------- | --------------------- | ------------------- | --------------- | ----------------------------- |
| Halbwürfelprisma                                | 2                      | nein                  | 0,5A                | 180°            |                               |
| Abbe-König-Prisma (Abbe-Prisma Typ A)           | 4(2)                   | ja                    | 0                   | 0°              | aus 2 Teilen zusammengekittet |
| Amici-Prisma                                    | 2(2)                   | ja                    | —                   | 45° oder 90°    |                               |
| Brashear-Hastings-Prisma (Abbe-Prisma Typ B)    | 4(2)                   | ja                    | 0                   | 0°              | aus 3 Teilen zusammengekittet |
| Dove-Prisma                                     | 1                      | nein                  | 0                   | 0°              | 2 Ablenkungen durch Brechung  |
| Leman-Prisma (Sprenger-Prisma)                  | 4(2)                   | ja                    | 3A                  | 0°              |                               |
| Daubresse-Prisma 1. Art (Möller-Prisma)         | 4(2)                   | ja                    | 5,2A                | 0°              |                               |
| Pechan-Prisma                                   | 5                      | nein                  | 0                   | 0°              | aus 2 Teilen mit Luftspalt    |
| Dachkant-Pentaprisma                            | 3(2)                   | ja                    | —                   | 90°             |                               |
| Porro-Prisma                                    | 4                      | nein                  | 0,5A / 0,5A ‡       | 0°              |                               |
| Porro-Abbe-Prisma (Porroprisma der zweiten Art) | 4                      | nein                  | 0,5A                | 0°              |                               |
| Schmidt-Prisma                                  | 4(2)                   | ja                    | —                   | 45°             |                               |
| Schmidt-Pechan-Prisma                           | 6(2)                   | ja                    | 0                   | 0°              | aus 2 Teilen mit Luftspalt    |
| Uppendahl-Prisma                                | 6(2)                   | ja                    | 0                   | 0°              | aus 3 Teilen, verkittet       |

Anmerkungen: